# 金烏工科大学校

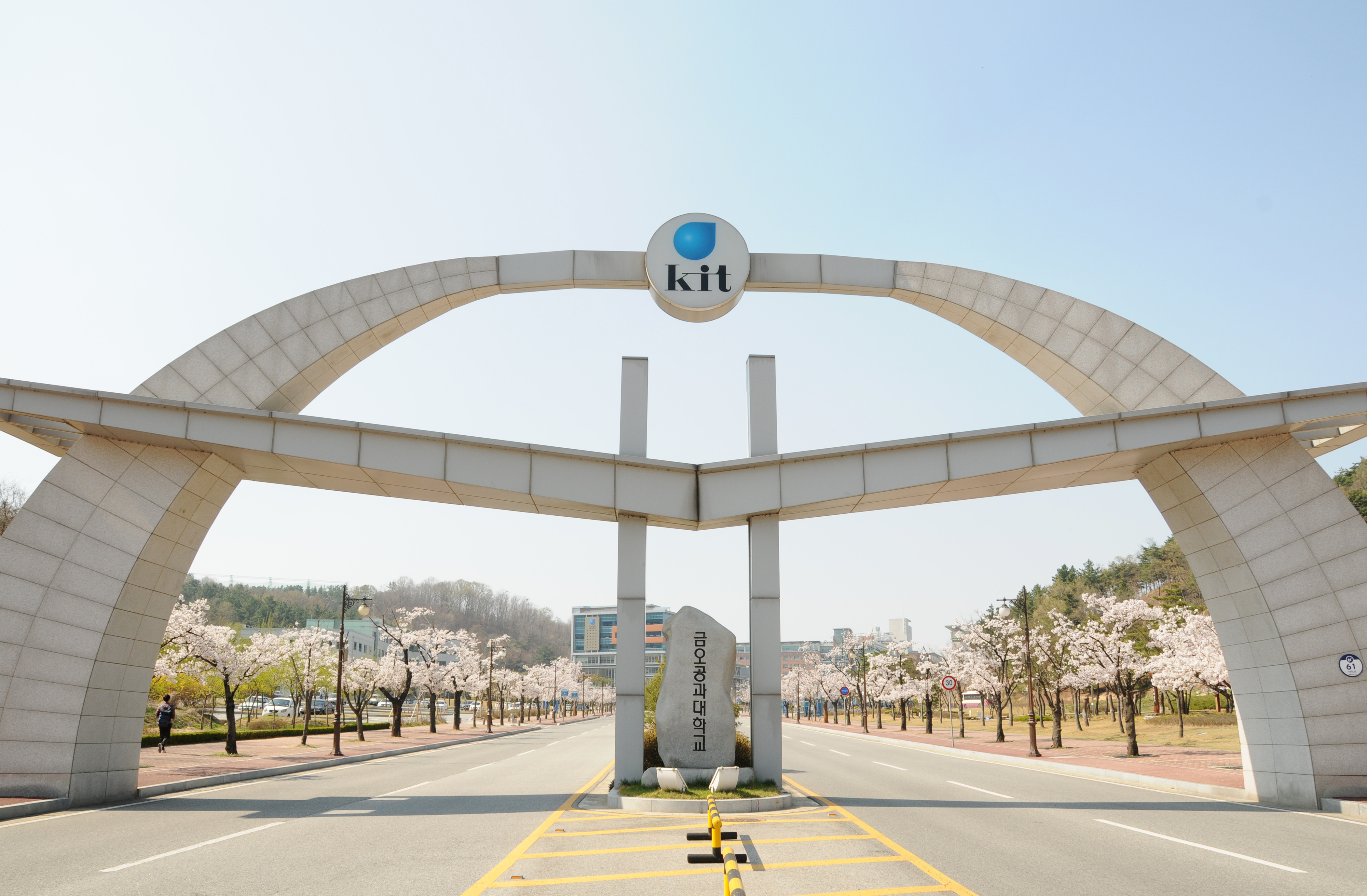
陽湖洞キャンパス正門

金烏工科大学校（クムオこうかだいがっこう、朝鮮語: 금오공과대학교、英語: Kumoh National Institute of Technology）は、大韓民国の慶尚北道亀尾市に本部を置く国立大学。略称は金烏工大、金工、kit。
校名は亀尾市を代表する山である「金烏山」から取った。

## 沿革
- 1979年9月：朴正煕大統領が慶尚北道亀尾市に私立大学として金烏工科大学設立計画を裁可する。以後12月、金烏工科大学の設立が認可される。
- 1980年3月：機械工学科と電子工学科の2学科に学生定員320人で開校する。
- 1990年3月：私立大学から国立大学に転換される。[1]
- 1993年3月：金烏工科大学から金烏工科大学校に改称する。
- 2004年12月：新坪洞キャンパスから陽湖洞キャンパスに移転する。[2]
- 2013年1月：新坪洞キャンパスに産学融合地区である金烏テクノバレーが造成される。[3]
- 2023年11月：金烏工科大学校から国立金烏工科大学校に改称する。
- 2024年8月：慶尚北道の大学で初めてスーパーコンピューティングセンターを構築する。[4]

## 学部
- 建築土木環境工学部
  - 建築工学専攻
  - 建築学専攻（5年制）
  - 土木工学専攻
  - 環境工学専攻
- 機械工学部
  - 機械工学専攻
  - 機械システム工学専攻
  - スマートモビリティ専攻（慶北大学校、国立慶国大学校と共同学科）
- 産業・ビッグデータ工学部
  - 産業工学専攻
  - 数理ビッグデータ専攻
- 材料工学部
  - 新素材工学専攻
  - 高分子工学専攻
- 電子工学部
  - 半導体システム専攻
  - 電子システム専攻
- コンピューター工学部
  - ソフトウェア専攻
  - 人工知能工学専攻
  - コンピューター工学専攻
- 化学素材工学部
  - 素材デザイン工学専攻
  - 化学工学専攻
  - 化学生命素材専攻
- 光システム工学科
- バイオメディカル工学科
- IT融合学科
- 経営学科
- 自律専攻学部

## 大学院
- 一般大学院
- 特殊大学院
  - 産業大学院
  - 教育大学院
  - コンサルティング大学院

## 日本の交流協定校
- 東北大学
- 東京都市大学
- 東京都立大学
- 沼津工業高等専門学校
- 金沢大学
- 大阪大学
- 大阪公立大学